# Juan Felipe Osuna
Juan Felipe Osuna Ayala (Girardot; 22 de marzo de 1991) es un futbolista colombiano. Juega en la posición de mediocampista. Inició su carrera jugando en el Deportes Tolima en el año de 2011, pasando por equipos importantes como Millonarios Fútbol Club en el 2013.
Actualmente retirado del fútbol profesional, por cuestiones familiares se dedica como empresario de textiles deportivos en su ciudad natal Girardot en la empresa familiar llamada Boritex.

## Carrera
Inició su carrera jugando en el Deportes Tolima en el año de 2011. A inicios de 2013 llegó a Millonarios F.C., equipo que hace parte de la Categoría Primera A colombiana.En la temporada de 2014, en el segundo semestre del año, militó en el Expreso Rojo de la ciudad de Girardot. Jugó en el Fortaleza Fútbol Club la Categoría Primera B durante el 2015 y consiguió el ascenso a la Liga Águila para el año 2016, pero el club bogotano decidió no renovar su contrato.

## Clubes
| Club            | País     | Año         | Partidos | Goles |
| --------------- | -------- | ----------- | -------- | ----- |
| Deportes Tolima | Colombia | 2011 - 2012 | 5        | 0     |
| Millonarios     | Colombia | 2013        | 7        | 0     |
| Expreso Rojo    | Colombia | 2014        | 14       | 0     |
| Fortaleza CEIF  | Colombia | 2015        | 16       | 0     |

## Palmarés

### Campeonatos nacionales
| Título              | Club        | País     | Año  |
| ------------------- | ----------- | -------- | ---- |
| Torneo Finalización | Millonarios | Colombia | 2012 |